# 703 Naval Air Squadron
703ème Escadron aéronaval
Le 703 Naval Air Squadron ou 703 NAS est un escadron de formation du Fleet Air Arm de la Royal Navy. Il est basé au RAF Barkston Heath (RAF Barkston Heath) dans le Lincolnshire en Angleterre. L'escadron a été formé en 1942, dissout plusieurs fois et reformé en 2003.

## Historique

### Origine
Le 703 Naval Air Squadron a été formé en tant qu'escadron d'hydravions catapultés  de croiseurs auxiliaires le 3 mars 1942 au RNAS Lee-on-Solent dans le Hampshire. Il était initialement équipé du Vought Kingfisher, complétés par des hydravions Fairey Seafox et Fairey Swordfish. L'escadron a également exploité trois avions amphibies Supermarine Walrus depuis Walvis Bay en Afrique australe. Le 1er mai 1944, l'escadron est dissout.

### Unité de développement de la guerre aérienne et maritime (1945-1950)

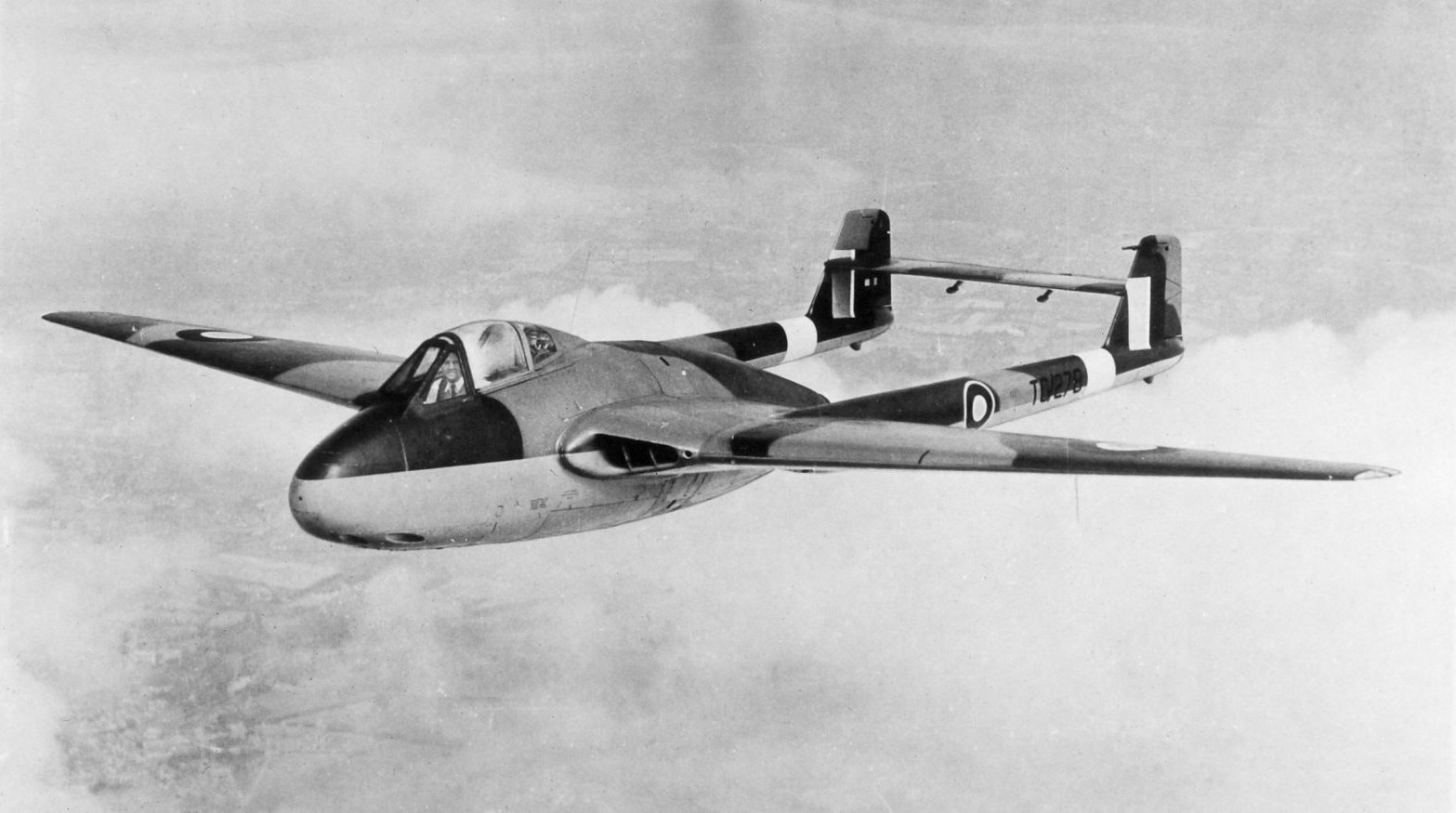
de Havilland Vampire de la RAF

L'escadron a été réformé en 1945 en tant que composante navale de l' Air Sea Warfare Development Unit (ASWDU) de la Royal Air Force au RAF Thorney Island, pour mener des essais expérimentaux sur une grande variété d'avions, notamment le Grumman Avenger, Fairey Barracuda, Fairey Firefly et de Havilland Mosquito. L'escadron a déménagé au RNAS Lee-on-Solent en mai 1948, absorbant le 778 Naval Air Squadron (en). En 1948-49, l'escadron a testé l'atterrissage des avions à réaction sur un pont flexible, sans l'utilisation d'un train d'atterrissage avec le de Havilland Vampire.

### Unité d'essais de service (1950-1955)

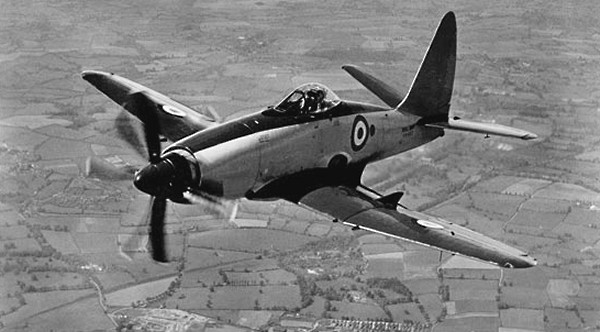
Westland Wyvern de la Fleet Air Arm

En avril 1950, l'escadron a déménagé au RAF Ford, se concentrant sur le rôle de Service Trials Unit (STU). Il a été encore renforcé le 12 juillet 1950, lorsque le 739 Naval Air Squadron (en), une unité spécialisée dans le développement de la reconnaissance photographique, a fusionné avec le 703 Squadron. Il a expérimenté les innovations britanniques dans les opérations de porte-avions, comme le système d'atterrissage aux instruments  et la catapulte à vapeur. En 1954, il effectue des essais sur le Fairey Gannet AS1 et sur le Westland Wyvern. En août 1955, le 703 NAS et le 771 Naval Air Squadron (en) ont fusionné pour former le 700 Naval Air Squadron.

## Escadron d'entraînement du Wasp (1972-1981)
Le 22 janvier 1972, le 703 NAS a été reformé au RNAS Portland pour mener une formation sur l'hélicoptère Westland Wasp. À partir de février 1975, il a repris le rôle du 706 Naval Air Squadron (en). Le 1er janvier 1981, après 9 ans d'entraînement du personnel navigant sur le Wasp, l'escadron a été dissout.

## Formation de pilotage élémentaire (2003-présent)

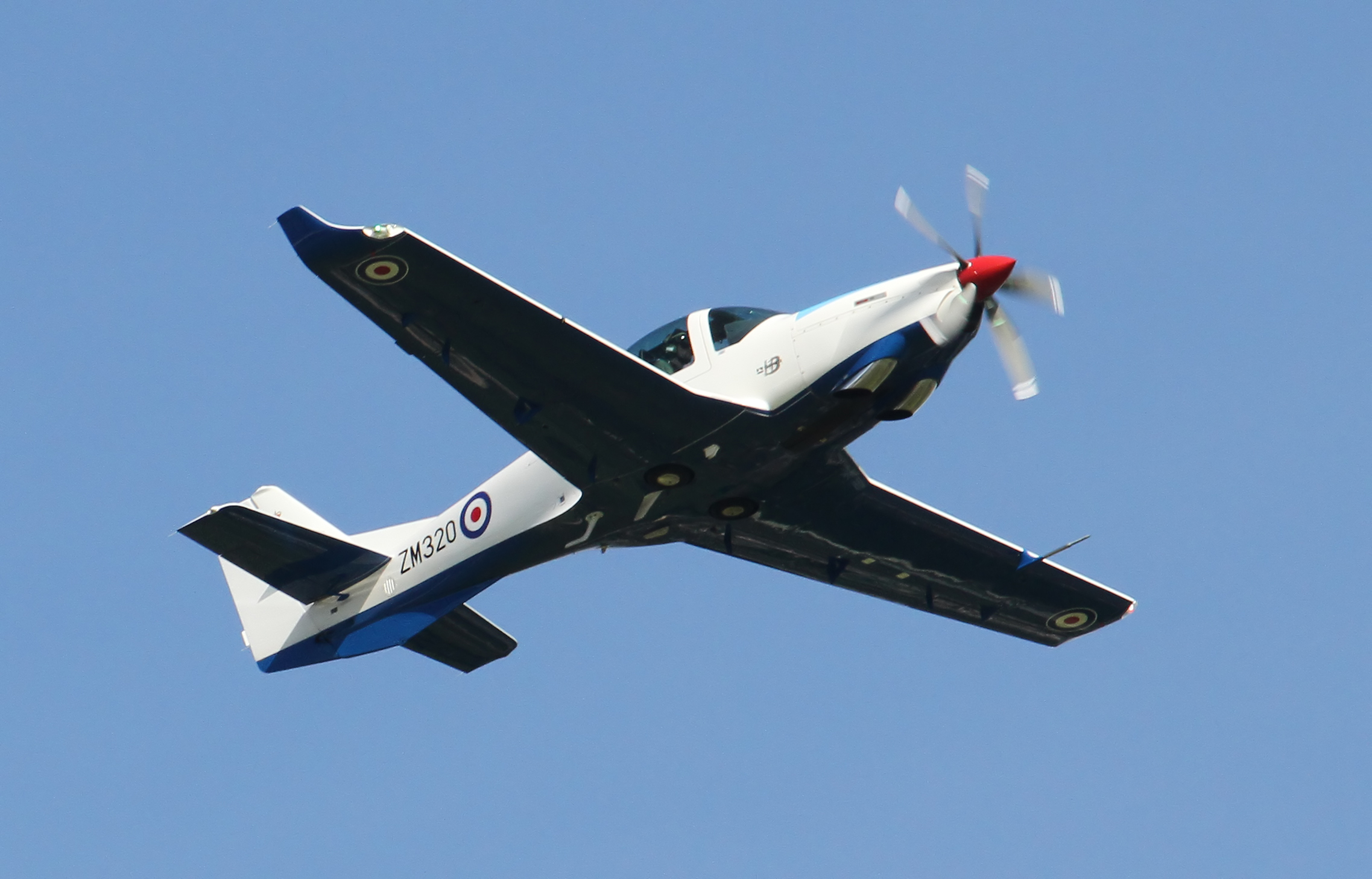
Grob Prefect (120TP) du Defence Elementary Flying Training School

En 1993, la RAF et la RN Elementary Flying Training ont été fusionnées pour former une seule école au RAF Topcliffe, et à partir de 1995, au RAF Barkston Heath. En 1996, après avoir suivi l'entraînement de l'Army Air Corps, l'unité a été rebaptisée Joint Elementary Flying Training School (JEFTS). En 2003, la RAF s'est retirée de l'organisation et l'unité a été rebaptisée Defence Elementary Flying Training School (DEFTS) exploitant le Slingsby Firefly  jusqu'en 2006. À cette époque, l'élément Royal Naval était organisé en 703 Naval Air Squadron, et l'élément Army est devenu le 674 Squadron Army Air Corps.
703 NAS forme environ 60 pilotes de la Royal Navy chaque année. L'escadron utilisait auparavant le Grob Tutor jusqu'en 2018, avant de passer au Grob Prefect.